# Азімова Ельвіра Абілхасимівна
Ельвіра Абілхасимівна Азімова (каз. Эльвира Әбілқасымқызы Әзімова; нар.. 15 лютого 1973, Джамбул, Казахська РСР, СРСР) — казахстанський державний діяч. Голова Конституційного Суду Республіки Казахстан (з 29 грудня 2022 року).

## Життєпис
У 1996 році була призначена ведучою, а пізніше — головним консультантом Управління міжнародного правового забезпечення Міністерства юстиції Республіки Казахстан.
З 1999 по 2005 рік обіймала посади заступника начальника та начальника управлінь департаментів законодавства, міжнародного права та протоколу Міністерства юстиції Казахстану.
З 2005 року почергово обіймала посади директора департаментів підзаконних актів та міжнародного права, захисту майнових прав держави, договорів та претензійно-позовної роботи Міністерства юстиції Казахстану.
2010 року була переведена на посаду директора департаменту експертизи міжнародних договорів Міністерства юстиції Казахстану.
2 жовтня 2013 року Ельвіру Азімову призначили заступником міністра юстиції Казахстану.
Понад три роки (з 2 вересня 2019 по 29 грудня 2022 року) — обіймала посаду уповноваженого з прав людини в Республіці Казахстан.
Також в цей час входила до складу Комісії з прав людини за президента Казахстану, а 17 травня 2022 року також була обрана членом Національної комісії у справах жінок та сімейно-демографічної політики при президенті Казахстану.
З 1 січня 2023 року працює на посту голови новоствореного Конституційного Суду Республіки Казахстан. Окрім неї та заступника в ньому працює 9 суддів.

## Нагороди
- Орден Дружби ІІ ступеня (2021)
- Орден Пошани (2013)
- Медаль «20 років Конституції Республіки Казахстан» (2005)
- Медаль «20 років незалежності Республіки Казахстан» (2012)
- Почесна грамота Республіки Казахстан (2007)